# Religia în Țara Galilor
În Țara Galilor, pentru cea mai mare parte a istoriei sale religia dominantă a fost Creștinismul, îndeosebi denominații protestante precum anglicanismul, nonconformismul și metodismul. Începând din secolul XX, religia a început să se diversifice, în special ca urmare a imigrării. În prezent, Țara Galilor este una dintre regiunile europene în care o pluritate a populației nu aparține vreunei religii.